# Мачеха (приток Бузулука)
Мачеха — река в Волгоградской области России. Устье реки находится в 200 км по левому берегу реки Бузулук. Длина реки составляет 44 км, площадь водосборного бассейна 428 км². Берёт начало в Чугунной балке, где устроены пруды — Чугунный и Рогатый. Течёт в общем направлении на юг, и впадает в Бузулук в селе Мачеха.

## Притоки
- 10 км: Одарюшка (лв)
- 37 км: Свинуха (лв)

## Данные водного реестра
По данным государственного водного реестра России относится к Донскому бассейновому округу, водохозяйственный участок реки — Бузулук, речной подбассейн реки — Хопер. Речной бассейн реки — Дон (российская часть бассейна).
Код объекта в государственном водном реестре — 05010200412107000007606.